# Blepephaeus nigrosparsus
Blepephaeus nigrosparsus là một loài bọ cánh cứng trong họ Cerambycidae.